# طلال الخالد الأحمد الصباح
الشيخ طلال خالد الأحمد الصباح (مواليد 20 ديسمبر 1966) اقتصادي كويتي، النائب الأول لرئيس مجلس الوزراء وزير الداخلية السابق خلال الفترة 16 أكتوبر 2022 حتى 17 يناير 2024. وكان سابقاً نائباً لرئيس مجلس الوزراء ووزيراً للدفاع خلال الفترة 9 مارس 2022 حتى 16 أكتوبر 2022.
شغل سابقاً منصب وزير الدفاع بالوكالة خلال الفترة 9 أبريل 2023 حتى 18 يونيو 2023 بالإضافة لمنصبه نائباً أول لرئيس مجلس الوزراء ووزيراً للداخلية. وكما شغل منصب وزير الداخلية بالوكالة خلال الفترة 1 أغسطس 2022 حتى 16 أكتوبر 2022 بالإضافة لمنصبه نائباً لرئيس مجلس الوزراء ووزيراً للدفاع وكذلك شغل قبل ذلك منصب محافظ العاصمة خلال الفترة 12 مارس 2019 حتى 9 مارس 2022، وكان قبلها الرئيس التنفيذي لشركة ناقلات النفط الكويتية التي وصل إليها بعد عقود من العمل في القطاع النفطي الكويتي حيث تنقل بين المناصب في شركة نفط الكويت ومؤسسة البترول الكويتية وشركة ناقلات النفط الكويتية، وفي عام 2025 أعلن في الصحف الرسمية بدولة الكويت بحبس الشيخ طلال خالد الصباح لمدة 14 سنة مع عزل الوظيفة.

## مناصبه

### شركة نفط الكويت
شغل مناصب عدة في شركة نفط الكويت، حيث بدأ بوصفه محللا تحت التطوير ما بين 1 مارس و 31 مارس 1983، ثم آمر إداري تحت التطوير ما بين 1 أبريل 1983 و 24 أكتوبر 1986، ثم ناظر قسم التوظيف ما بين 25 أكتوبر 1986 و 12 يناير 1990، ثم ناظر عام دائرة العلاقات العامة ما بين 13 يناير 1990 و 19 مارس 1999، ثم مدير مجموعة العلاقات العامة ما بين 20 مارس 1999 و 10 فبراير 2001، ثم مدير مجموعة العلاقات العامة والإعلام ما بين 11 فبراير 2001 و 12 نوفمبر 2001.
مؤسسة البترول الكويتية
ثم انتقل من شركة نفط الكويت إلى مؤسسة البترول الكويتية، فعين بمنصب المساعد التنفيذي للعضو المنتدب للعلاقات العامة والإعلام ما بين 13 نوفمبر 2001 و 26 مايو 2002، ثم المساعد التنفيذي للعضو المنتدب للعلاقات الحكومية والبرلمانية والإعلام بالإضافة إلى مسؤوليته عن دائرة العلاقات العامة ما بين 27 مايو 2002 و 3 أغسطس 2002، ثم المساعد التنفيذي للعضو المنتدب لمشاريع المؤسسة والعلاقات الحكومية والبرلمانية تم استناد مسؤولية الإشراف على دائرة العلاقات العامة وإدارة مشاريع المؤسسة ومكتب المؤسسة بواشنطن ما بين 4 أغسطس 2002 و 7 سبتمبر 2004، ثم عضو مجلس إدارة مؤسسة البترول الكويتية ما بين 8 سبتمبر 2004 و 25 سبتمبر 2007. وكان خلال عمله في مؤسسة البترول الكويتية، رئيسًا لمجلس الإدارة والعضو المنتدب للخدمات البترولية في شركة خدمات القطاع النفطي ما بين 8 سبتمبر 2004 و 22 يناير 2007. ثم أصبح مستشار رئيس مجلس إدارة مؤسسة البترول الكويتية ما بين 23 يناير 2007 و 31 أكتوبر 2007، ثم العضو المنتدب للعلاقات الحكومية والبرلمانية والعلاقات العامة والإعلام ما بين 1 نوفمبر 2007 و 24 يوليو 2013.

### ناقلات النفط الكويتية
وانتقل لشركة ناقلات النفط الكويتية، ليصبح رئيس مجلس إدارة الشركة ما بين 21 مايو 2013 و 27 يوليو 2013، ثم الرئيس التنفيذي للشركة ما بين 28 يوليو 2013 و 3 فبراير 2019.

### محافظ العاصمة
في 12 مارس 2019، عُيِّن محافظًا للعاصمة، وشغل في المنصب حتى 9 مارس 2022.

### نائباً لرئيس مجلس الوزراء ووزيراً للدفاع
في يوم الأربعاء 9 مارس 2022 صدر مرسوم أميري رقم 56 لسنة 2022 بتعيينه نائبًا لرئيس مجلس الوزراء ووزيرًا للدفاع ، وكما تم تجديد تعينه في نفس المنصب في مرسوم تشكيل الحكومة الصادر في 1 أغسطس 2022 وشغل المنصب حتى 16 أكتوبر 2022  حيث خلفه في وزارة الدفاع الشيخ عبدالله علي العبدالله السالم الصباح عند تشكيل الحكومة الحادية والأربعين في 16 أكتوبر 2022.

### نائباً أول لرئيس مجلس الوزراء ووزيراً للداخلية
في يوم الأحد 16 أكتوبر 2022 صدر مرسوماً بأعادة تشكيل الحكومة حيث عُين الشيخ طلال الخالد نائبًا أول لرئيس مجلس الوزراء ووزيرًا للداخلية . وكما أعيد تعينه مجدداً في نفس المنصب في مرسوم تشكيل الحكومة الذي صدر يوم الأحد 9 أبريل 2023 وكما أعيد تعينه مجدداً في نفس المنصب في مرسوم تشكيل الحكومة الذي صدر يوم الأحد 18 يونيو 2023 وشغل المنصب حتى 17 يناير 2024.

## الأحكام القضائية
في عام 2025 قررت محكمة الوزراء الكويتية، حبس وزير الداخلية والدفاع السابق الشيخ طلال الخالد لمدة سبع سنوات في قضية الاستيلاء على المال العام ورد مبلغ 9 ملايين و 500 ألف دينار، كما قضت بحبسه لمدة 7 سنوات في قضية أخرى وإلزامه برد نصف مليون دينار.